# Dagaz
A letra correspondente d  (Unicode U+16DE ᛞ) é chamada Daeg "dia" na Poesia Anglo-Saxônica, e também significa luz, tanto do sol, como a luz da compreensão e do entendimento. A runa também é parte do antigo alfabeto utilizado pelas tribos germânicas, e recebia o nome de Dagaz. A letra correspondente no Alfabeto Gótico é chamada dags.
Esta runa não possui aspectos negativos.